# 若穂スマートインターチェンジ
若穂スマートインターチェンジ（わかほスマートインターチェンジ）は、長野県長野市において事業中の上信越自動車道のスマートインターチェンジである。名称は仮称である。

## 概要
本線直結型で建設され、利用可能車種はETC搭載の全車種で24時間運用、上下線ともに出入可となる予定。
当スマートICの整備により産業の活性化や観光の振興などの効果が期待されるとしており、長野市は1日2,000台の利用を想定している。

## 道路
- E18 上信越自動車道

## 接続する道路
- 長野県道34号長野菅平線

## 沿革
- 2020年（令和2年）10月23日 : 国土交通省より連結許可[1][3]。
- 2030年（令和12年）度以降 : 供用開始予定[4]。

## 周辺
- 若穂中央公園
- 長野電鉄屋代線信濃川田駅跡
- 長野電鉄屋代線若穂駅跡
- 長野市立川田小学校
- 長野市立若穂中学校

## 隣
E18 上信越自動車道
(13)長野IC - 若穂スマートIC（仮称・事業中） - (14)須坂長野東IC